# 2004–2005-ös magyar női labdarúgó-bajnokság (első osztály)
A 2004–2005-ös magyar nemzeti női labdarúgó-bajnokság első osztálya  hat csapat részvételével 2004 augusztusában rajtolt. A címvédő a Viktória FC volt. A bajnokságot az MTK Hungária FC nyerte.

## A bajnokság csapatai
A 2004–2005-ös magyar nemzeti labdarúgó-bajnokság első osztályát hat csapat részvételével rendezték meg, melyből három fővárosi, három vidéki egyesület volt.

## Végeredmény
| #  | Csapat          | M  | GY | D | V  | G+ – G– | GK  | P  | Megjegyzések                          |
| -- | --------------- | -- | -- | - | -- | ------- | --- | -- | ------------------------------------- |
| 1. | MTK Hungária FC | 20 | 15 | 2 | 3  | 56–10   | +46 | 47 | 2005–2006-os UEFA női bajnokok ligája |
| 2. | Viktória FCCV   | 20 | 12 | 4 | 4  | 39–20   | +19 | 40 |                                       |
| 3. | 1. FC Femina    | 20 | 11 | 4 | 5  | 71–24   | +47 | 37 |                                       |
| 4. | László Kórház   | 20 | 10 | 2 | 8  | 44–33   | +11 | 32 |                                       |
| 5. | Debreceni VSC   | 20 | 3  | 2 | 15 | 19–65   | −46 | 11 |                                       |
| 6. | Miskolci VSC    | 20 | 2  | 0 | 18 | 14–91   | −77 | 6  | NB II                                 |

Utolsó frissítés: 2005. június 30. 
Forrás: Futballévkönyv 2005, Aréna 2000 Kiadó, Budapest, 2005, 166. o., ISSN 1585-2172 
A rangsorolás alapszabályai: 1. összpontszám, 2. győzelmek száma, 3. egymás elleni eredmények összpontszáma,  4. egymás elleni eredmények gólkülönbsége, 5. egymás elleni eredmények szerzett góljainak száma 6. gólkülönbség, 7. szerzett gólok száma.
(B): Bajnokcsapat, (K): Kieső csapat, (F): Feljutó csapat, (I): Kupainduló, (R): A rájátszás győztese, (KGY): Kupagyőztes

## A góllövőlista élmezőnye
| Gól                                                                                    | Név         | Csapat       |
| -------------------------------------------------------------------------------------- | ----------- | ------------ |
| 27                                                                                     | Pádár Anita | 1. FC Femina |
| Utolsó frissítés: 2005. június 30.                                                     |             |              |
| Forrás: Futballévkönyv 2005, Aréna 2000 Kiadó, Budapest, 2005, 166. o., ISSN 1585-2172 |             |              |